# Delta (Baja California)
Delta es una localidad mexicana, del municipio de Mexicali, Baja California, es además cabecera de la delegación del mismo nombre. Según el censo de 2010 realizado por el INEGI, la población en aquel momento ascendía a 5180 habitantes, siendo uno de los principales poblados del valle de Mexicali. Se ubica cerca del centro del valle, en las coordenadas 32°21′26″ de latitud norte y 115°11'48" de longitud oeste.
El nombre de: “Estación Delta”, se deriva del hecho del ferrocarril Sonora Baja California, atravesaba el poblado y anteriormente tenía ahí una estación denominada: Delta, anexa al núcleo poblacional del Ejido Oaxaca.
Además del ferrocarril, Delta está comunicada a través de la carretera estatal n.º 1, que la recorre de norte a sur y conduce al norte al Ejido Nuevo León y al sur a la Colonia Carranza, y por la carretera estatal n.º 22, que entra por la parte noroeste de la localidad y corre en paralelo a la vía del ferrocarril cruzando por el campo geotérmico de Cerro Prieto y conectando con la carretera estatal n.º 2.
Esta localidad fue una de las más afectadas por el terremoto del 2010, pues se presentaron enormes grietas y géiseres o volcanes de lodo que destruyeron parcial o totalmente un número notable de viviendas.